# 今帰仁スイカキャップ

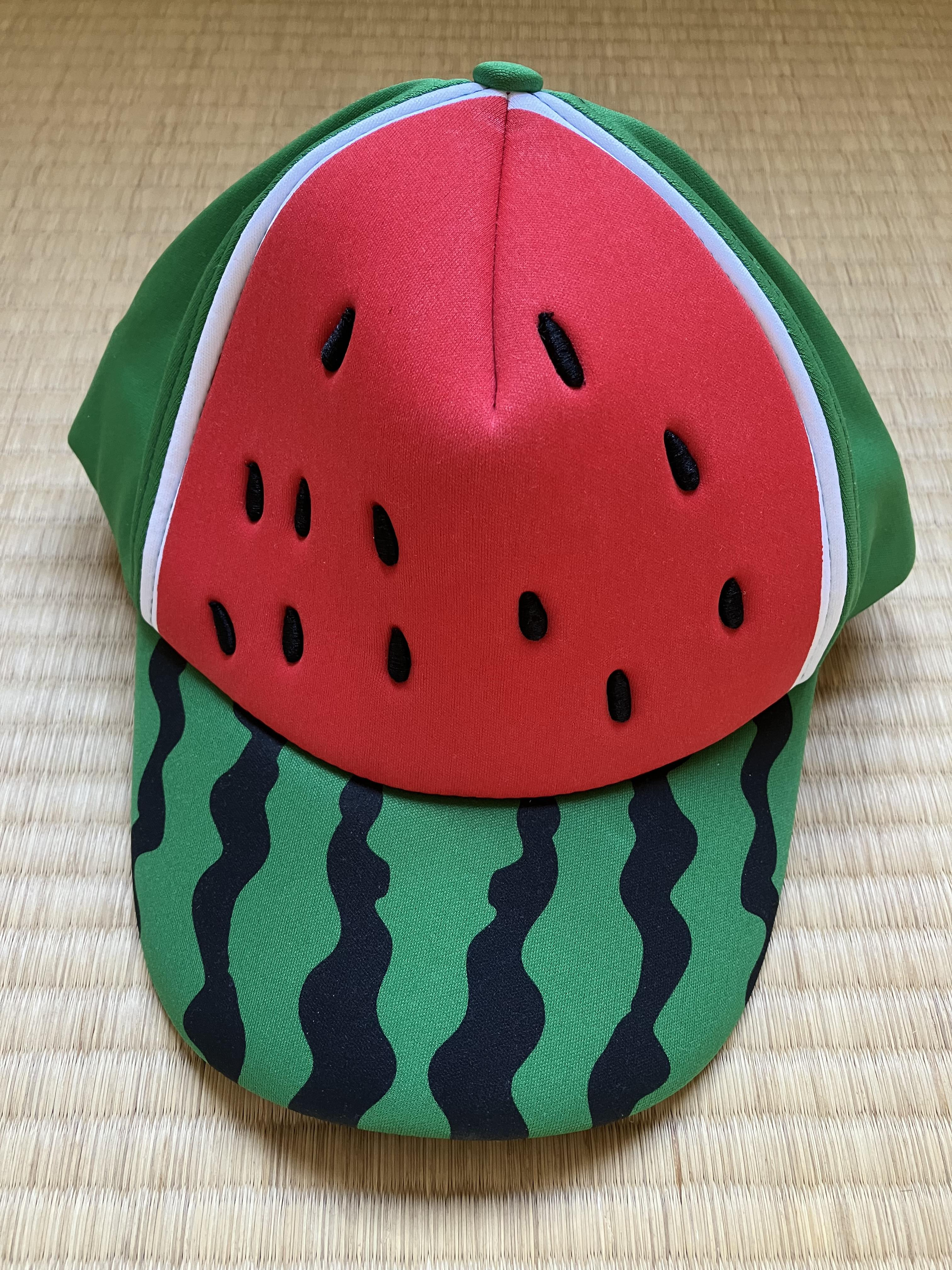
今帰仁スイカキャップ　フロント部分

今帰仁スイカキャップ（なきじんスイカキャップ、今帰仁村オリジナルスイカキャップ）は、沖縄県今帰仁村で栽培されている「スイカ」をモチーフにデザインされたキャップ (帽子)、野球帽。

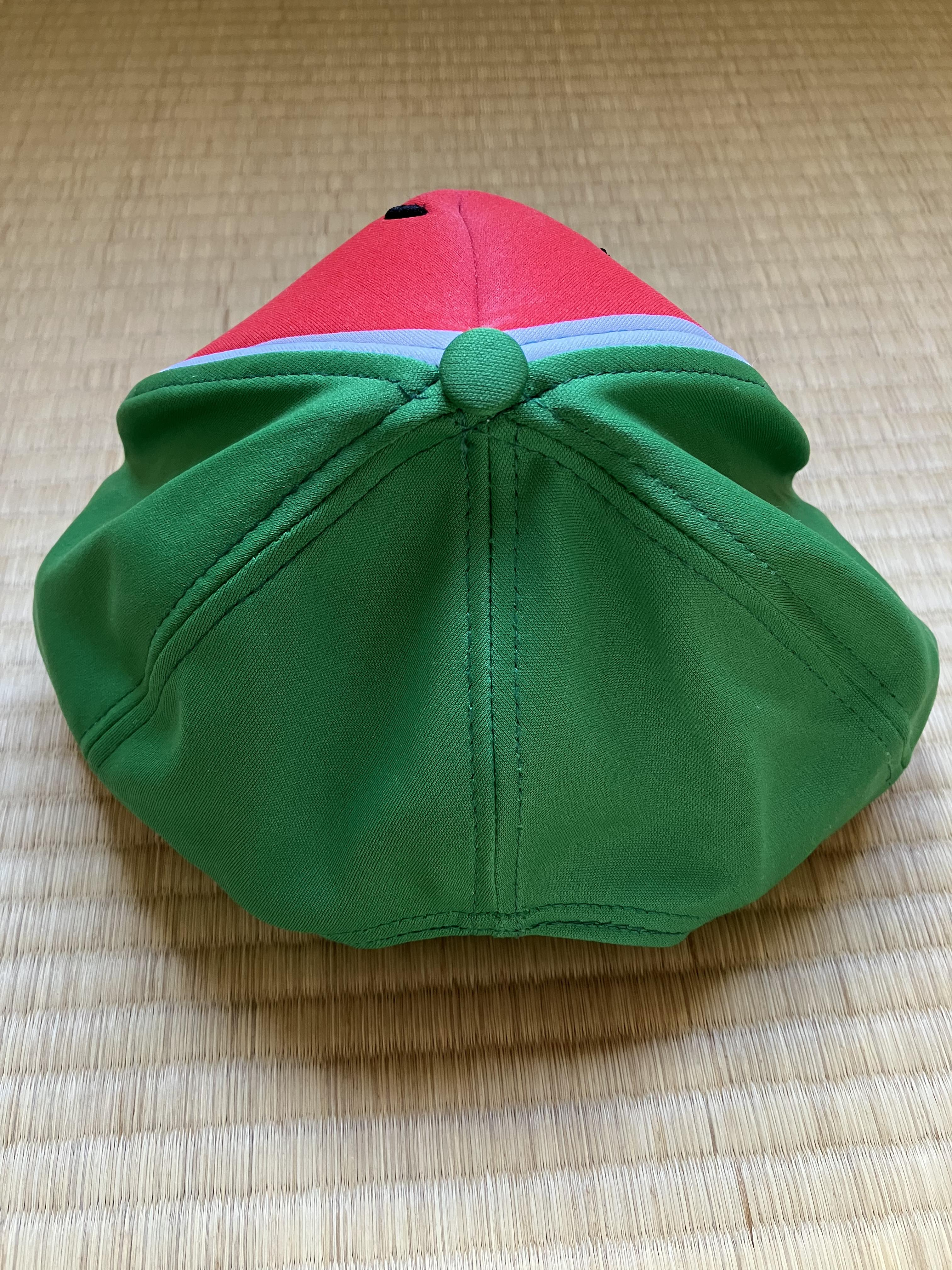
今帰仁スイカキャップのバック部分（スウェット素材を使用したバージョン）

## 概要
スイカの切り口をイメージしたフロントには、果肉を表す赤い生地に刺繍で黒いスイカの種があしらわれ、種の立体感に特徴がある。赤い部分の縁に白いラインが入り、果肉と皮の間の白い部分（リンゲン）を表す。ブリムは緑色の生地に黒い縞模様が入り、スイカの外皮を表現している。バックはメッシュ素材が使用されているものの他、マットなスウェット生地を使用しているバージョンが存在する。
スイカキャップを被る人は『勝手に今帰仁村観光大使』として活動することが期待される。2016年から4年にわたり今帰仁村長を務めた喜屋武治樹が積極的に着用し、今帰仁スイカの魅力を県内外にアピールしたことでも知られるようになった。
このスイカキャップを被ると目立つため迷子になりにくい。